# Savigny-en-Sancerre
Savigny-en-Sancerre – miejscowość i gmina we Francji, w Regionie Centralnym, w departamencie Cher.
Według danych na rok 1990 gminę zamieszkiwało 981 osób, a gęstość zaludnienia wynosiła 29 osób/km² (wśród 1842 gmin Regionu Centralnego Savigny-en-Sancerre plasuje się na 404. miejscu pod względem liczby ludności, natomiast pod względem powierzchni na miejscu 266.).